# Отвил (Па де Кале)
Отвил (фр. Hauteville) насеље је и општина у североисточној Француској у региону Север-Па д Кале, у департману Па де Кале која припада префектури Арас.
По подацима из 2011. године у општини је живело 314 становника, а густина насељености је износила 77,34 становника/km². Општина се простире на површини од 4,06 km². Налази се на средњој надморској висини од 133 метара (максималној 137 m, а минималној 95 m).

## Демографија
| 1962. | 1968. | 1975. | 1982. | 1990. | 1999. | 2011. |
| ----- | ----- | ----- | ----- | ----- | ----- | ----- |
| 212   | 223   | 210   | 237   | 255   | 248   | 314   |

График промене броја становника у току последњих година